# Sci alpino ai XXIII Giochi olimpici invernali - Slalom speciale femminile
Tra le competizione dello sci alpino ai XXIII Giochi olimpici invernali di Pyeongchang (in Corea del Sud) lo slalom speciale femminile si è disputato il 16 febbraio sul tracciato di Yongpyong. La svedese Frida Hansdotter ha vinto la medaglia d'oro davanti alla svizzera Wendy Holdener (argento) e all'austriaca Katharina Gallhuber (bronzo).
Detentrice del titolo di campionessa olimpica uscente era la statunitense Mikaela Shiffrin, che aveva vinto a Soči 2014 (in Russia), sul tracciato di Krasnaja Poljana, precedendo le austriache Marlies Schild (medaglia d'argento) e Kathrin Zettel (medaglia di bronzo).

## Classifica di gara
| Pos.    | N° | Atleta                     | Nazione                      | 1ª manche | 2ª manche | Totale  | Distacco |
| ------- | -- | -------------------------- | ---------------------------- | --------- | --------- | ------- | -------- |
| Oro     | 7  | Frida Hansdotter           | Svezia                       | 0'49"09   | 0'49"54   | 1'38"63 | -        |
| Argento | 1  | Wendy Holdener             | Svizzera                     | 0'48"89   | 0'49"79   | 1'38"68 | +00"05   |
| Bronzo  | 15 | Katharina Gallhuber        | Austria                      | 0'50"12   | 0'48"83   | 1'38"95 | +00"32   |
| 4       | 4  | Mikaela Shiffrin           | Stati Uniti                  | 0'49"37   | 0'49"66   | 1'39"03 | +00"40   |
| 5       | 5  | Anna Swenn Larsson         | Svezia                       | 0'49"29   | 0'50"32   | 1'39"61 | +00"98   |
| 6       | 2  | Nina Løseth                | Norvegia                     | 0'49"75   | 0'50"41   | 1'40"16 | +01"53   |
| 7       | 6  | Bernadette Schild          | Austria                      | 0'49"89   | 0'50"29   | 1'40"18 | +01"55   |
| 8       | 18 | Katharina Liensberger      | Austria                      | 0'50"43   | 0'50"14   | 1'40"57 | +01"94   |
| 9       | 9  | Chiara Costazza            | Italia                       | 0'49"83   | 0'50"77   | 1'40"60 | +01"97   |
| 10      | 14 | Irene Curtoni              | Italia                       | 0'51"15   | 0'49"89   | 1'41"04 | +02"41   |
| 11      | 17 | Erin Mielzynski            | Canada                       | 0'51"83   | 0'49"66   | 1'41"49 | +02"86   |
| 12      | 19 | Emelie Wikström            | Svezia                       | 0'49"76   | 0'51"81   | 1'41"57 | +02"94   |
| 13      | 3  | Petra Vlhová               | Slovacchia                   | 0'51"12   | 0'50"46   | 1'41"58 | +02"95   |
| 14      | 10 | Denise Feierabend          | Svizzera                     | 0'51"93   | 0'49"80   | 1'41"73 | +03"10   |
| 15      | 29 | Laurence St-Germain        | Canada                       | 0'50"94   | 0'50"86   | 1'41"80 | +03"17   |
| 16      | 11 | Michelle Gisin             | Svizzera                     | 0'51"43   | 0'50"42   | 1'41"85 | +03"22   |
| 17      | 8  | Veronika Zuzulová          | Slovacchia                   | 0'51"46   | 0'50"61   | 1'42"07 | +03"44   |
| 18      | 24 | Maruša Ferk                | Slovenia                     | 0'51"29   | 0'50"79   | 1'42"08 | +03"45   |
| 19      | 16 | Marina Wallner             | Slovenia                     | 0'51"12   | 0'50"98   | 1'42"10 | +03"47   |
| 20      | 26 | Nastasia Noens             | Francia                      | 0'51"84   | 0'50"44   | 1'42"28 | +03"65   |
| 21      | 37 | Meta Hrovat                | Slovenia                     | 0'51"93   | 0'50"57   | 1'42"50 | +03"87   |
| 22      | 22 | Maren Skjøld               | Norvegia                     | 0'51"44   | 0'51"18   | 1'42"62 | +03"99   |
| 23      | 28 | Manuela Mölgg              | Italia                       | 0'51"40   | 0'51"35   | 1'42"75 | +04"12   |
| 24      | 21 | Ana Bucik                  | Slovenia                     | 0'52"09   | 0'50"82   | 1'42"91 | +04"28   |
| 25      | 41 | Kristin Lysdahl            | Norvegia                     | 0'52"12   | 0'50"90   | 1'43"02 | +04"39   |
| 26      | 31 | Nevena Ignjatović          | Serbia                       | 0'52"10   | 0'51"38   | 1'43"48 | +04"85   |
| 27      | 30 | Roni Remme                 | Canada                       | 0'52"43   | 0'51"18   | 1'43"61 | +04"98   |
| 28      | 40 | Maria Shkanova             | Bielorussia                  | 0'52"50   | 0'51"71   | 1'44"21 | +05"58   |
| 29      | 34 | Martina Dubovská           | Rep. Ceca                    | 0'52"90   | 0'51"87   | 1'44"77 | +06"14   |
| 30      | 36 | Mireia Gutiérrez           | Andorra                      | 0'53"22   | 0'52"84   | 1'46"06 | +07"43   |
| 31      | 39 | Andrea Komšić              | Croazia                      | 0'53"41   | 0'52"85   | 1'46"26 | +07"63   |
| 32      | 32 | Ekaterina Tkachenko        | Atleti Olimpici dalla Russia | 0'53"22   | 0'53"33   | 1'46"55 | +07"92   |
| 33      | 42 | Charlie Guest              | Gran Bretagna                | 0'55"44   | 0'52"82   | 1'48"26 | +09"63   |
| 34      | 51 | Barbara Kantorová          | Slovacchia                   | 0'54"62   | 0'53"81   | 1'48"43 | +09"80   |
| 35      | 57 | Maria Kirkova              | Bulgaria                     | 0'54"87   | 0'54"14   | 1'49"01 | +10"38   |
| 36      | 43 | Megan McJames              | Stati Uniti                  | 0'54"22   | 0'55"06   | 1'49"28 | +10"65   |
| 37      | 44 | Lelde Gasūna               | Lettonia                     | 0'54"50   | 0'54"81   | 1'49"31 | +10"68   |
| 38      | 50 | Marjolein Decroix          | Belgio                       | 0'55"91   | 0'54"80   | 1'50"71 | +12"08   |
| 39      | 56 | Nino Tsiklauri             | Georgia                      | 0'55"88   | 0'55"74   | 1'51"62 | +12"99   |
| 40      | 47 | Kim Vanreusel              | Belgio                       | 0'55"90   | 0'55"96   | 1'51"86 | +13"23   |
| 41      | 48 | Freydís Halla Einarsdóttir | Islanda                      | 0'56"49   | 0'56"66   | 1'53"15 | +14"52   |
| 42      | 55 | Alice Merryweather         | Stati Uniti                  | 0'58"68   | 0'54"89   | 1'53"57 | +14"94   |
| 43      | 63 | Ieva Januškevičiūtė        | Lituania                     | 0'57"30   | 0'57"25   | 1'54"55 | +15"92   |
| 44      | 62 | Sophia Ralli               | Grecia                       | 0'57"95   | 0'57"49   | 1'55"44 | +16"81   |
| 45      | 68 | Olha Knysh                 | Ucraina                      | 0'59"07   | 0'58"93   | 1'58"00 | +19"37   |
| 46      | 61 | Tess Arbez                 | Irlanda                      | 0'59"47   | 0'59"00   | 1'58"47 | +19"84   |
| 47      | 60 | Mialitiana Clerc           | Madagascar                   | 1'01"24   | 0'59"03   | 2'00"27 | +21"64   |
| 48      | 77 | Anna Lotta Jõgeva          | Estonia                      | 1'00"90   | 0'59"61   | 2'00"51 | +21"88   |
| 49      | 73 | Forough Abbasi             | Iran                         | 1'02"56   | 1'01"50   | 2'04"06 | +25"43   |
| 50      | 67 | Élise Pellegrin            | Malta                        | 1'05"18   | 0'58"90   | 2'04"08 | +25"45   |
| 51      | 71 | Mariya Grigorova           | Kazakistan                   | 1'02"49   | 1'01"88   | 2'04"37 | +25"74   |
| 52      | 75 | Natacha Mohbat             | Libano                       | 1'06"73   | 1'05"31   | 2'12"04 | +33"41   |
| 53      | 74 | Mariann Mimi Maróty        | Ungheria                     | 1'09"95   | 1'02"83   | 2'12"78 | +34"15   |
| 54      | 78 | Kim Ryon-hyang             | Corea del Nord               | 1'18"17   | 1'19"81   | 2'37"98 | +59"35   |
|         | 12 | Christina Geiger           | Germania                     | 0'51"44   | DNF       |         |          |
|         | 22 | Estelle Alphand            | Svezia                       | 0'51"34   | DNF       |         |          |
|         | 27 | Adeline Baud               | Francia                      | 0'52"65   | DNF       |         |          |
|         | 38 | Gabriela Capová            | Rep. Ceca                    | 0'52"96   | DNF       |         |          |
|         | 45 | Ida Štimac                 | Croazia                      | 0'54"14   | DNF       |         |          |
|         | 13 | Lena Dürr                  | Germania                     | DNF       |           |         |          |
|         | 23 | Resi Stiegler              | Stati Uniti                  | DNF       |           |         |          |
|         | 25 | Stephanie Brunner          | Austria                      | DNF       |           |         |          |
|         | 33 | Asa Andō                   | Giappone                     | DNF       |           |         |          |
|         | 35 | Alex Tilley                | Gran Bretagna                | DNF       |           |         |          |
|         | 46 | Kang Young-seo             | Corea del Sud                | DNF       |           |         |          |
|         | 49 | Gim So-hui                 | Corea del Sud                | DNF       |           |         |          |
|         | 52 | Soňa Moravčíková           | Slovacchia                   | DNF       |           |         |          |
|         | 53 | Nicol Gastaldi             | Argentina                    | DNF       |           |         |          |
|         | 54 | Marta Bassino              | Italia                       | DNF       |           |         |          |
|         | 58 | Elvedina Muzaferija        | Bosnia ed Erzegovina         | DNF       |           |         |          |
|         | 59 | Alice Robinson             | Nuova Zelanda                | DNF       |           |         |          |
|         | 64 | Kong Fanying               | Cina                         | DNF       |           |         |          |
|         | 65 | Arabella Ng                | Hong Kong                    | DNF       |           |         |          |
|         | 66 | Szonja Hozmann             | Ungheria                     | DNF       |           |         |          |
|         | 69 | Suela Mëhilli              | Albania                      | DNF       |           |         |          |
|         | 70 | Jelena Vujičić             | Montenegro                   | DNF       |           |         |          |
|         | 72 | Özlem Çarıkçıoğlu          | Turchia                      | DNF       |           |         |          |
|         | 76 | Alexia Arisarah Schenkel   | Thailandia                   | DNF       |           |         |          |

## Informazioni
Data: Venerdì 16 febbraio 2018 

Ora locale: 10:00 
 
Pista: Rainbow 1

Partenza: 1169 m, arrivo: 965 m 

Dislivello: 204 m 

Tracciatori:  Hannes Zoechling (1ª manche) e  Werner Zurbuchen (2ª manche), 63 porte
Legenda:
- DNS = non partita (Did Not Start)
- DNF = prova non completata (Did Not Finish)
- DSQ = squalificata (Disqualified)
- Pos. = posizione